# إرجون زورلو
إرجون زورلو (بالتركية: Ergün Zorlu)‏ مواليد 3 فبراير 1985، هو لاعب كرة مضرب تركي بدأ مسيرته كمحترف سنة 2003 يلعب باليد اليمنى ويحتل حالياً المرتبة رقم.795(12 سبتمبر 2011) في تصنيف رابطة محترفي كرة المضرب. أعلى تصنيف له في الفردي كان 795.